# Шлойзинген
Шлойзинген (на немски: Schleusingen) е град в Тюрингия, Германия с 5392 жители (към 31 декември 2012). През града тече река Шлойзе.
Шлойзинген е споменат за пръв път в документ през 1232 г. като „villa Slusungen“. Граф Попо VII фон Хенеберг построява между 1226 и 1232 г. резиденцията си замък Бертхолдсбург, който от 1274 г. е резиденция на графовете на Хенеберг-Шлойзинген.
Шлойзинген получава права на град през 1412 г.